# VLA-6
VLA-6 (англ. Very Late Antigen-6; интегрин α6β1) — мембранный белок, гетеродимерный интегрин подсемейства β1-интегринов (рецепторы VLA), состоящий из альфа цепи α6 (CD49f) и бета цепи β1 (CD29). VLA-6 является рецептором ламинина.

## Функции
VLA-6 входит в подсемейство ламинин-связывающих интегринов, так же как α3β1, α6β4 и α7β1. Ламинин-связывающие интегрины ассоцированы на поверхности клетки с белками тетраспанинами, которые организуют интегрины в мультимолекулярные комплексы, называемые микродомены, обогащённые тетраспанинами. Тетраспаниновые микродомены играют важную роль в клеточной миграции и в метастазировании опухолевых клеток. С другой стороны, микродомены участвуют в стабилизации межклеточных контактов, опосредованных E-кадгерином и, таким образом, могут выполнять антиинвазивные функции.
VLA-6 связывается с ламининами 10/11, которые особенно широко представлены в нервных окончаниях, локализованных в предстательной железе, и в матриксе костей.

## В онкологии
Экспрессия интегринов VLA-6 (α6β1) и α6β4 коррелирует с метастазированием опухолевых клеток. Блокирование этих α6-интегринов ингибирует метастазирование в кости и местную инвазию в ткани костей.